# Fariman
Fariman est une ville située au nord-est de l'Iran, dans la province du Khorasan-e-razavi.